# Lørenskog
Lørenskogⓘ ist eine Gemeinde in der Provinz Akershus in Norwegen. Sie grenzt unmittelbar östlich an die Hauptstadt Oslo und hat 50.013 Einwohner (Stand 1. Januar 2025). Der Name Lørenskog bedeutet in etwa morastiger Wald.
Nahezu alle Einwohner leben im nördlichen Teil von Lørenskog. Ein bekannter Teil Lørenskogs ist Losby, wo sich das Wasserrad befindet, welches sich im Gemeindewappen findet. Das Gebiet Losby ist heute teilweise ein Golfplatz. Neben der 2020 eröffneten Skihalle Snø, der größten in Europa, entsteht ein ganz neues Stadtviertel, das Snøporten.

## Geografie
Im südlichen Teil gibt es hauptsächlich Wald und in der Mitte Bauernhöfe und Weizenfelder.

## Verkehr
Die Gemeinde hat drei Haltepunkte (Lørenskog, Hanaborg und Fjellhamar) an der Lokalzugstrecke Oslo–Lillestrøm.

## Städtepartnerschaften
Lørenskog unterhält Partnerschaften mit der schwedischen Gemeinde Täby bei Stockholm, mit der Kopenhagener Vorortkommune Rødovre, mit der finnischen Stadt Järvenpää nahe Helsinki sowie seit 1974 mit der bayerischen Stadt Garching bei München.

## Söhne und Töchter der Gemeinde
- Tore Milsett (* 1944), Radrennfahrer
- Rolf Løvland (* 1955), Komponist
- Hilde Riis (* 1959), Skilangläuferin
- Bjørn Arne Nyland (* 1962), Eisschnellläufer
- Geir Karlstad (* 1963), Eisschnellläufer
- Anne Østerud (* 1964), Filmeditorin
- Marianne Aspelin Berentzen (* 1966), Curlerin
- Trine Hattestad (* 1966), Leichtathletin
- Torgeir Bjarmann (* 1968), Fußballspieler und -manager
- Johann Olav Koss (* 1968), Eisschnellläufer
- Rune Olijnyk (* 1968), Skispringer
- Henning Berg (* 1969), Fußballspieler
- Hege Riise (* 1969), Fußballspielerin
- Kari Mangrud Alvsvåg (* 1970), lutherische Bischöfin
- Tonje Sagstuen (* 1971), Handballspielerin
- Thomas Alsgaard (* 1972), Skilangläufer
- Sindre Walstad (* 1972), Handballspieler
- Tommy Berntsen (* 1973), Fußballspieler
- Roar Uthaug (* 1973), Filmregisseur und Drehbuchautor
- Daniel Franck (* 1974), Snowboarder
- Marte Huke (* 1974), Lyrikerin
- André Oktay Dahl (* 1975), Politiker
- Anders Myrvold (* 1975), Eishockeyspieler
- Ine Marie Eriksen Søreide (* 1976), Politikerin
- Gudbrand Ensrud (* 1977), Fußballspieler
- Pål Grotnes (* 1977), Eishockeytorwart
- Henning Stensrud (* 1977), Skispringer
- Linn Torp (* 1977), Radrennfahrerin
- Tore Ruud Hofstad (* 1979), Skilangläufer
- John Carew (* 1979), Fußballspieler
- Thomas Nordseth-Tiller (1980–2009), Drehbuchautor
- Lene Storløkken (* 1981), Fußballspielerin
- Siren Sundby (* 1982), Seglerin, Olympiasiegerin und zweifache Weltmeisterin
- Aksel Lund Svindal (* 1982), Skirennläufer
- Magnus Brevig (* 1983), Skispringer und Skisprungtrainer
- Marit Larsen (* 1983), Popsängerin
- Stefan Heggelund (* 1984), Politiker
- Marion Raven (* 1984), Sängerin
- Christina Vukicevic (* 1987), Leichtathletin
- Iver Bjerkestrand (* 1987), Skirennläufer
- Magnus Jøndal (* 1988), Handballspieler
- Maiken Caspersen Falla (* 1990), Skilangläuferin
- Marit Knutsdatter Strand (* 1992), Politikerin
- Emilie Enger Mehl (* 1993), Politikerin
- Henrik Kristoffersen (* 1994), Skirennläufer
- Joachim Osvold (* 1994), Fußballspieler
- Hermann Tomasgaard (* 1994), Segler
- Tiril Udnes Weng (* 1996), Skilangläuferin
- Johannes Dale (* 1997), Biathlet
- Mathilde Rivas Toft (* 1997), Handballspielerin